# Szakja Pandita
Csödzse Szakja Pandita Künga Gyelcen (tibeti: chos rje sa skya paṇḍita kun dga’ rgyal mtshan; 1182 – 1251. november 28.) tibeti spirituális vezető és buddhista tudós, az öt szakja ős közül a negyedik (tibeti: sza szkja gong ma lnga). Rövid neve Szakja Pandita, amelyet a tudományos érdemeiért és szanszkrit nyelvtudásáért adományoztak neki. Hagyományosan Mandzsusrí megtestesülésének tekintik, aki minden buddha bölcsességének a megnyilvánulása.
Ismert tudóssá vált Tibetben, Mongóliában, Kínában és Indiában az öt középkori nagy tudományos területen (buddhista filozófia, orvostudomány, nyelvtan, dialektika és szent szanszkrit irodalom), valamint olyan kisebbnek tekintett területeken mint a szónoklattan, a szinonímia, a költészet, a tánc és a csillagászat. Őt tartják a 6. szakja trizinnek és a szakja hagyományvonal egyik legfontosabb alakjának.

## Korai évek
Palden Dondup néven született Szakja megyében a Dzsamjanggön (Khön) nemesi családba. Ez a hagyományvonal tartotta a szakja apáti címet örökletes alapon 1073 óta. Apja Palcsen Öpocse (1150-1203), anyja Macsig Nyitri Csam volt. Szakja Pandita Dzsecun Dragpa Gyalcen (1147–1216) unokaöccse volt, akinek később legfőbb tanítványává vált. Dragpa Gyaltsen avatta be a szútrákba és a tantrákba, amelyet követően mesteri szintre fejlesztette szanszkrit és három másik belső-ázsiai nyelvismeretét. Ezután került el papnövendéknek (srámanera) és ekkor vette fel a Künga Gyelcen nevet.
Fiatal papként meglátogatta a neves Szakja Srí tudóst Kasmírban, aki által teljes jogú szerzetesi címet kapott (bhiksu) 1208-ban. A legenda szerint hazafelé ellátogatott a nepáli Kjirongba, ahol legyőzött egy brahman sasztrit (tudományos cím) logikai vitázásban. Ez után természetfeletti erejével is legyőzte ellenfelét. Mivel szerette volna megmutatni tibeti honfitársainak az indiai brahman ruházatát, magával vitte a vesztes tudóst, akit végül a helyi védőszellemek gyilkoltak meg. A sasztri fejét egy oszlophoz rögzítették egy szakjai templomban, amely egészen a modern korig ott maradt. Szakja Pandita indiai tapasztalatai később kiegészültek más dél-ázsiai tudományossággal. Az ő szerzetesi rendfelvételét számítják a szakja hagyományvonal kezdetének.

## Mongol megszállás
A tibeti történetírás szerint Dzsingisz kán leigázta a tibeti királyt 1206-ban, majd levelet küldött a szakja apátnak. Dzsingisz kán 1227-es halála után a tibetiek nem küldtek több sarcot - erre történelmi bizonyíték azonban nem létezik. Az azonban ismert, hogy Dzsingisz mongol nagykán unokája és Ögödej nagykán második fia, Godan kán apanázst kapott Liangcsouban (ma Vuvej, Ganszu) 1239-ben. Egy évvel később csapatokat küldött Tibetbe és a mongolok elérték a Lhászától északra található Phanyul-völgyet, megöltek mintegy 500 szerzetest és leromboltak több kolostort, falut és várost. A Gyal Lhakhang kolostort felgyújtották és a Reting kolostor szerzeteseit is lemészárolták. A Drigung kolostor megmenekült, ugyanis a mongolok úgy tartották, hogy a lámák szuper ereje azonnal kőomlást zúdítana a nyakukba, ha azt is lerombolnák. Luciano Petech szerint a Reting kolostor úgy menekült meg, hogy az apát azt tanácsolta a mongoloknak, hogy beszéljenek Szakja Panditával.

## A mongol udvarban
Nem régi kutatásokkal kimutatták, hogy a Godannak titulált levelet jóval később gyárthatták. Ettől függetlenül Szakja Panditát tényleg meghívták Godan királyi sátrába Liangcsou-ba 1244-ben. Mivel az útja során Szakja Pandita mindenfelé tanításokat adott, csak két évvel később érkezett meg a mongol vezérhez. Godan éppen nem is volt a táborban, mert a Kurultai tanácskozáson vett részt, ahol Güjük nagykánt nevezték ki éppen a trónra. Végül Szakja Pandita és Godan legelőször csak 1247-ben találkozott. Vallási tanításokat adott a hercegnek és lenyűgözte az egész nemességet a személyiségével és tanításaival. Egy alkalommal egy súlyos betegségből meg is gyógyította Godant, feltehetően leprás betegségből. Cserébe földterületeket kapott Tibet középső részén.

## Halála és hagyatéka
Szakja Pandita 1251. november 28-án halt meg, hetvenéves korában, a lingcsou-i Trulpaide templomban. Mivel sosem házasodott meg, a testvére fiát választotta örököséül, Csögyal Phagpát. Ő kapta meg a vallási tárgyait is, köztük az alamizsnás tálat. Phagpa folytatta a Szakja Pandita tevékenységét is.
Szakja Pandita halála után Möngke mongol nagykán pártfogásba vette a Drikung Kagyü hagyományvonalat, míg a többi fő tibeti buddhista iskolát más mongol nemesek támogatták. Mindazonáltal, rendeletbe foglalták, hogy mindenkinek a szakja iskola tanításait kell követnie. Közben Phagpa Kubiláj mongol nagykán udvarában kapott tisztséget, ugyanis ő lett a herceg guruja 1258-ban. Amikor 1260-ban Kubiláj ténylegesen átvette a hatalmat, kinevezte Phagpát a kánság védelmezőjének. Szoros szakja-mongol szövetség alakult és a szakják vallási központja lett Tibet fővárosa 1264-ben. Ez egészen a 14. század közepéig tartott. A 14. szakja trizin idején hagyott alább a szakja uralom Tibetben.
A pancsen lámák hagyományvonalában Amitábha négy indiai és három tibeti tulkuját tartják számon az 1. pancsen láma előtt. A vonal Szubhúti-val kezdődik, Gautama Buddha egyik eredeti tanítványával. Szakja Panditát Amitábha második reinkarnációjának tartják ebben a hagyományvonalban.

## Művei
Legismertebb művei A helyes felismerés logikájának kincse (Tshad ma rigs pa'i gter, amelyet Kőrösi Csoma Sándor fordított le először angol nyelvre) és A három fogadalom megkülönböztetése (sDom-gsum rab-dbye). Összesen öt fő műve volt, amelyek közül a másik három A bölcs belépőkapuja (Mkhas pa rnams 'jug pa'i sgo), A bölcs szándékának tisztázása (Thub pa'i dgongs gsal) és a Szakja Pandita elegáns mondásai (sa skya legs bshad).

## Magyarul
- A bölcsesség kincsestára; tibetiből prózaford., jegyz., utószó Ligeti Lajos, ford. Tandori Dezső; Európa, Bp., 1984